# Laguenne
Laguenne korábbi község Franciaországban, Corrèze megyében. 2019. január 1-jén Saint-Bonnet-Avalouze korábbi községgel egyesült és az így létrejött Laguenne-sur-Avalouze új község része lett.
Lakosainak száma 1336 fő (2018. január 1.). Laguenne Chanac-les-Mines, Ladignac-sur-Rondelles, Saint-Bonnet-Avalouze, Sainte-Fortunade és Tulle községekkel határos.

## Népesség
A település népességének változása:
| Lakosok száma | 1341 | 1327 | 1416 | 1332 | 1336 |
|               | 2013 | 2015 | 2016 | 2017 | 2018 |